# Dynastia Nguyễn
Dynastia Nguyễn (wiet. Nhà Nguyễn; Hán-Nôm: 阮|朝, Nguyễn triều) − panująca rodzina Wietnamu wymieniana już w XIII wieku. Pierwszym panującym z dynastii Nguyễn był cesarz Gia Long, koronowany w 1802 roku, a ostatnim Bảo Đại, zdetronizowany w 1955 roku.